# Cholfirst
Der Cholfirst, auch Kohlfirst, ist der nördlichste Höhenzug im Kanton Zürich in der Schweiz mit dem höchsten Punkt auf 580 m ü. M.
Er begrenzt das Zürcher Weinland im Norden gegen den Rhein hin und im Osten gegen den Kanton Thurgau und erhebt sich rund 150 m über die Umgebung. Der Cholfirst ist grossteils bewaldet, gegen Norden zum Rhein steil abfallend, sanfter abfallend mit Rebbergen zum Zürcher Weinland hin. Um den Cholfirst herum liegen die Dörfer Feuerthalen mit Langwiesen, Flurlingen, Uhwiesen, Benken, Wildensbuch und Mett-Oberschlatt. Zusammen mit dem Randen umschliesst der Cholfirst die Stadt Schaffhausen. Durch den Cholfirst führt der Cholfirsttunnel. Bei Benken wurde Quarzsand der Grimmelfinger Graupensande für die Glasindustrie gefördert.

## Aussichtstürme

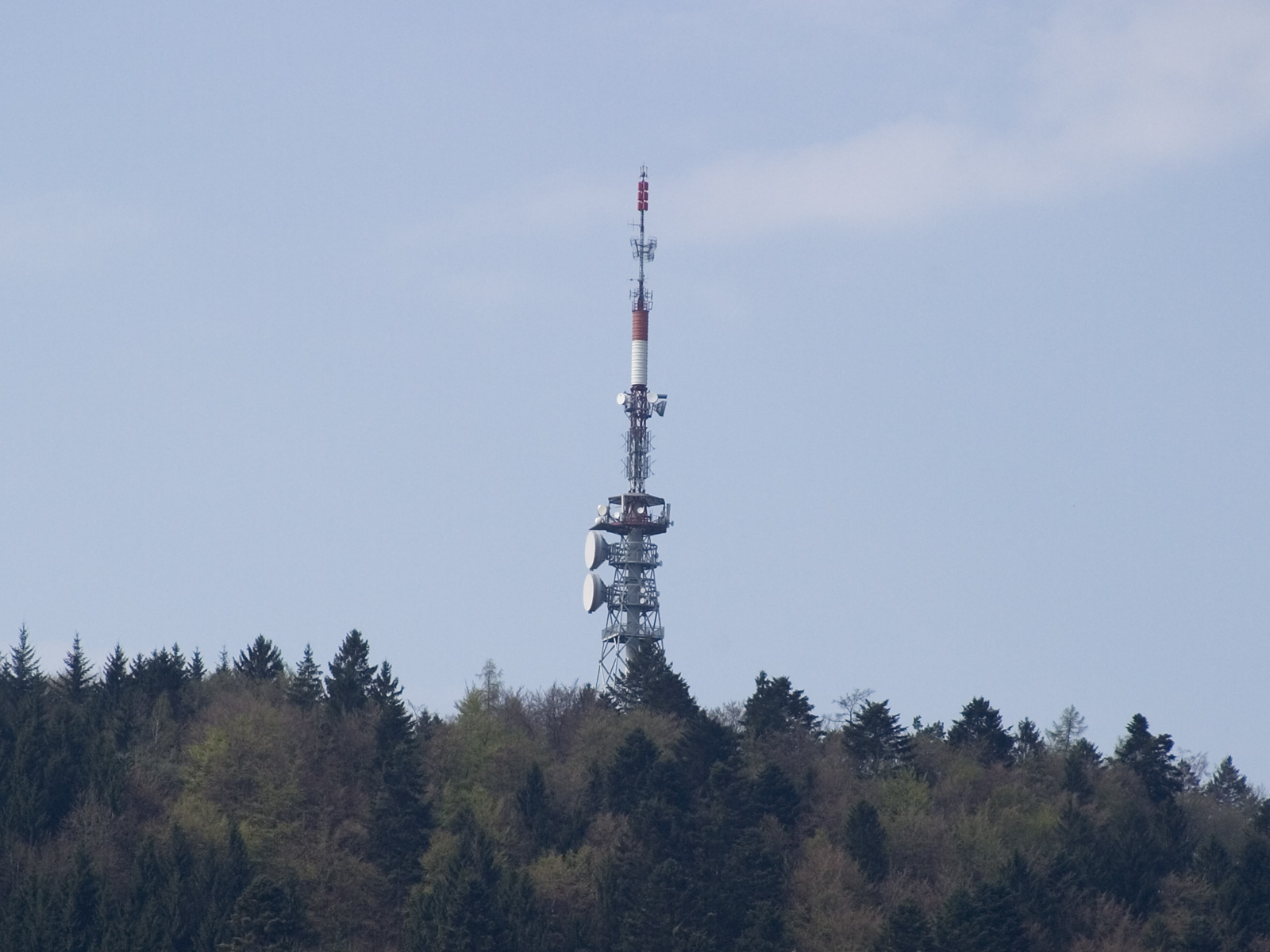
Cholfirst Fernsehturm

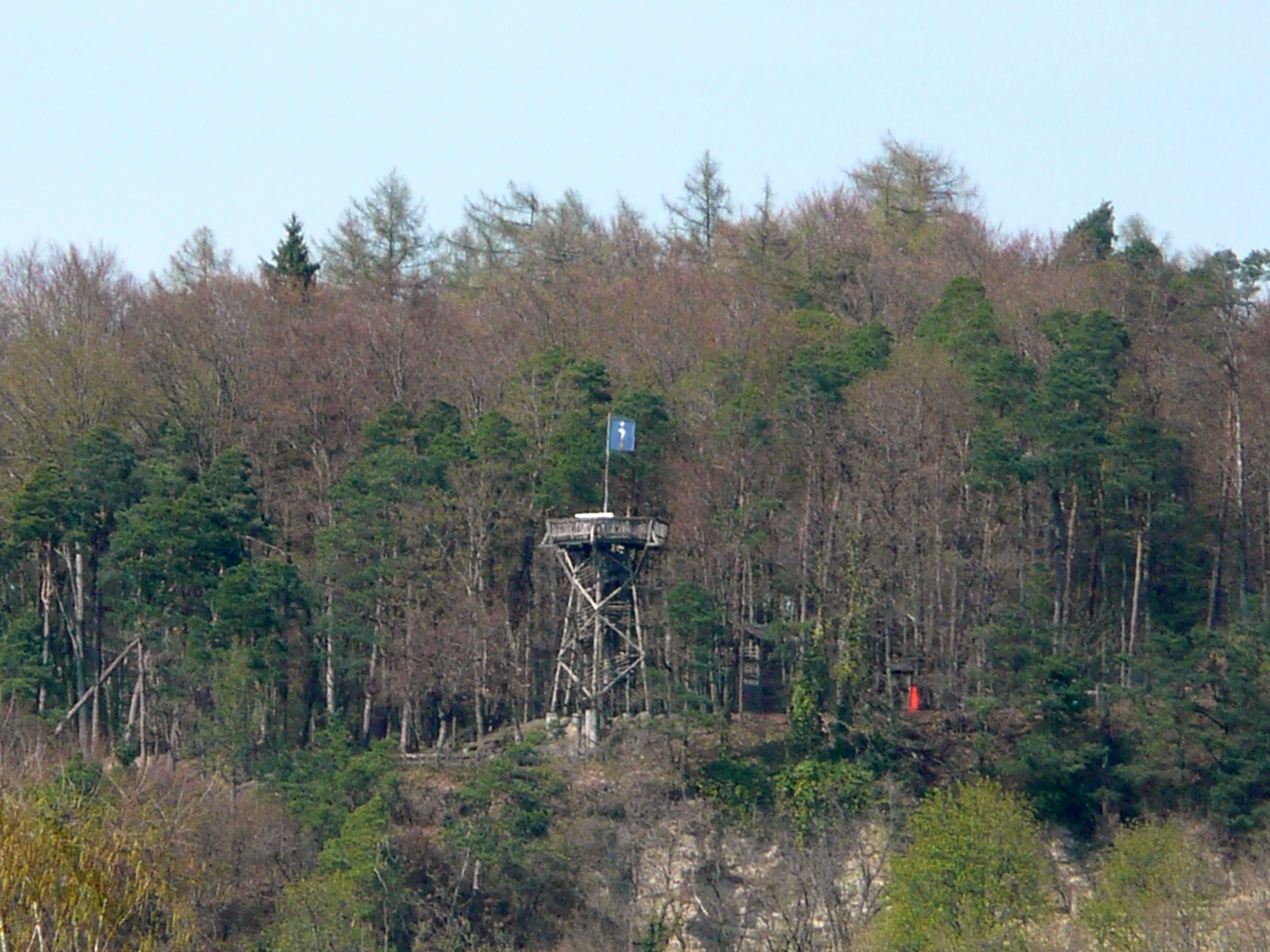
Aussichtsturm Hörnli oberhalb von Uhwiesen

Es besteht ein ausgedehntes, gut markiertes Wanderwegnetz. Von der Aussichtsplattform auf 42 m des 96 m hohen Sendeturms Cholfirst und dem kleinen Holzturm Hörnli oberhalb von Uhwiesen reicht die Aussicht bis in die Alpen und über den Klettgau bis zum Schwarzwald. Oberhalb von Benken steht die Gaststätte Guggeeren.

## Hilari
Ein Grossteil des Waldes auf dem Cholfirst gehört den ehemals vier Cholfirstgemeinden Feuerthalen-Langwiesen, Flurlingen und Laufen-Uhwiesen. Der Besitz geht auf eine Schenkung von Berta vom Schloss Laufen zurück. Als Dank dafür feiern diese Gemeinden jedes Jahr Mitte Januar den Hilari, ein fasnachtsähnliches Fest.